# Wings (televisieserie)
Wings is een Amerikaanse komedieserie. Hiervan werden 170 afleveringen gemaakt die oorspronkelijk van 19 april 1990 tot en met 21 mei 1997 werden uitgezonden op NBC.

## Uitgangspunt
Joe Montgomery Hackett is een nette, verantwoordelijke vliegtuigpiloot en de eigenaar van luchtvaartmaatschappij Sandpiper Air, dat uit één vliegtuig bestaat en opereert vanuit het eiland Nantucket. Hij werkt hierbij samen met zijn onverantwoordelijke, rokkenjagende broer en piloot Brian Michael Hackett en stewardess Fay Evelyn Schlob Dumbly DeVay Cochran. Behalve met elkaar, hebben de drie regelmatig te maken met lunchroom-beheerster Helen Chapel, die tevens Brians ex is, Roy Peterman Biggins: de eigenaar van de grotere en enige andere luchtvaartmaatschappij in Nantucket, Antonio Scarpacci: de eigenaar van een taxibedrijf dat passagiers van en naar de luchthaven brengt, Lowell Mather: de lokale klusjesman/mecanicien en voormalig huisgenoot van de gebroeders Hackett, Helens oudere zus Casey Chapel Davenport en helikopterpilote Alex Lambert.

## Rolverdeling
- Tim Daly - Joe Montgomery Hackett
- Steven Weber - Brian Michael Hackett
- Rebecca Schull - Fay Evelyn Schlob Dumbly DeVay Cochran
- Crystal Bernard - Helen Chapel
- David Schramm - Roy Peterman Biggins
- Tony Shalhoub - Antonio Scarpacci
- Thomas Haden Church - Lowell Mather
- Amy Yasbeck - Casey Chapel Davenport
- Farrah Forke - Alex Lambert

## Trivia
- Verschillende personages uit de komedieserie Cheers hadden een gastoptreden in Wings: Rebecca Howe (Kirstie Alley), Lilith Sternin-Crane (Bebe Neuwirth), Frasier Crane (Kelsey Grammer), Norm Peterson (George Wendt) en Clifford Clavin (John Ratzenberger). Dit was ook het geval met personages uit de komedieserie The Brady Bunch: Peter Brady (Paul Sutera), Bobby Brady (Jesse Lee Soffer), Cindy Brady (Olivia Hack), Jan Brady (Jennifer Elise Cox) en Greg Brady (Christopher Daniel Barnes). Alle drie de series werden geproduceerd door Paramount Television.